# 生物相容性
生物相容性（英語：Biocompatibility）與生物材料在各種情況下的行為有關。該術語指的是材料在特定情況下產生適當宿主反應的能力。這個術語的模糊性反映了人們對生物材料如何與人體相互作用以及這些相互作用最終如何決定醫療器械（例如心律調節器、髖關節置換術或支架）臨床成功率的理解的不斷發展。現代醫療器材和假體通常由多種材料製成，因此僅僅討論特定材料的生物相容性可能並不總是足夠的。以上的材料製成，因此談論特定材料的生物相容性可能並不總是足夠的。
由於人體的免疫反應和修復功能極為複雜，僅僅描述單一材料與單一細胞類型或組織的生物相容性是不夠的。有時，人們會聽到生物相容性測試，它是一項大型In vitro試驗，根據ISO 10993（或其他類似標準）進行，以確定某種材料（或更確切地說是生物醫學產品）是否具有生物相容性。這些測試並不能確定材料的生物相容性，但它們是邁向動物試驗和最終臨床試驗的重要一步，這些試驗將確定材料在特定應用中的生物相容性，從而確定植入物或药物递送裝置等醫療器材的生物相容性。研究結果得出結論，在進行生物材料體外細胞毒性測試時，「作者應仔細指定試驗條件，並應謹慎地比較不同的研究」。

## 歷史
「生物相容性」一詞似乎最早於1970年由RJ Hegyeli（美國化學協會年會摘要）和CA Homsy在同行評審期刊和會議上提及。此後近二十年，該詞才開始在科學文獻中廣泛使用（見下圖）。
最近，威廉姆斯（再次）一直在嘗試重新評估目前關於哪些因素決定臨床成功的認知現狀。他指出，植入物不一定必須具有積極的生物活性，但它必須不造成任何傷害（無論是局部傷害還是全身傷害）。